# Dieter F. Uchtdorf

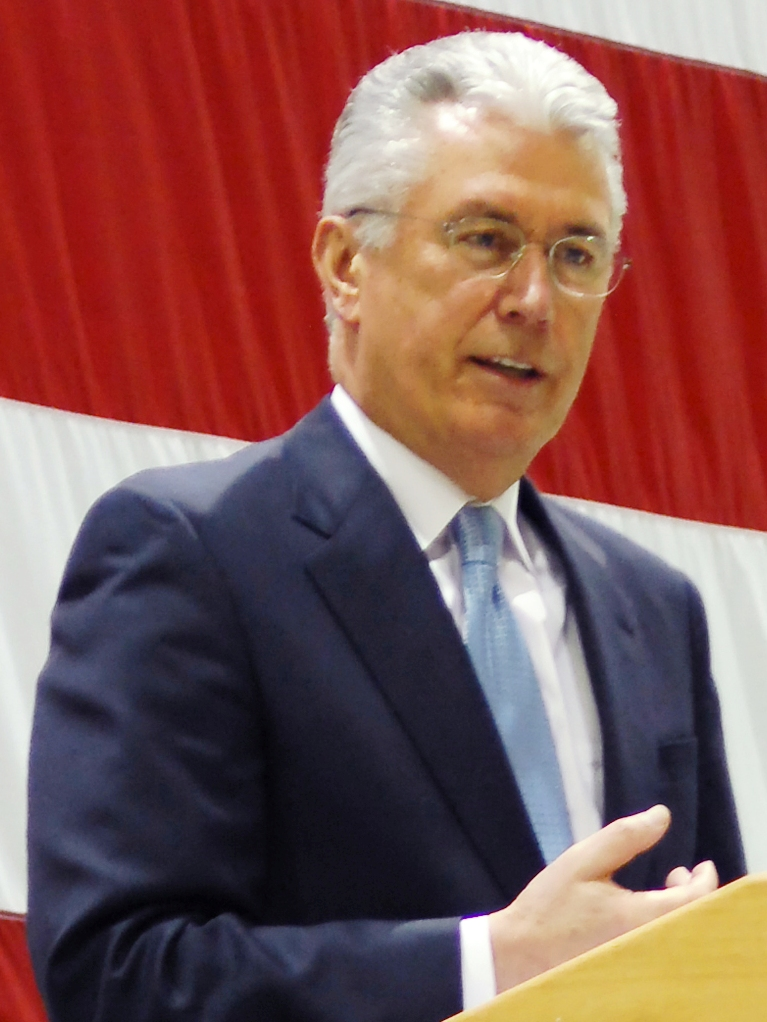
Dieter F. Uchtdorf

Dieter Friedrich Uchtdorf (* 6. November 1940 in Mährisch Ostrau) ist ein deutscher Pilot und Religionsführer. Von Februar 2008 bis 2018 war er als erster Deutscher Mitglied in der dreiköpfigen Ersten Präsidentschaft, dem höchsten Führungsgremium der Kirche Jesu Christi der Heiligen der Letzten Tage (auch Mormonen genannt).

## Werdegang
Uchtdorf, geboren als Sohn von Karl Albert und Hildegard E. Uchtdorf, ging in Zwickau und Frankfurt am Main zur Schule. Er studierte Maschinenbau und Betriebswirtschaftslehre in Köln. In Lausanne studierte er internationale Unternehmensführung. 1959 trat er in die deutsche Luftwaffe ein. Er erhielt 1962 in den USA Abzeichen als Kampfpilot.
Ab dem Jahr 1965 war er als Pilot bei der Lufthansa beschäftigt. Er war von 1970 bis 1996 Flugkapitän für die Flugzeugtypen B-727, B-737, A-300, DC-10 und B-747 und als solcher auch mit Kontroll- und Ausbildungsbefugnis ausgestattet. Von 1989 bis 1996 war er Chefpilot der Lufthansa.
Am 2. April 1994 berief ihn die Kirche Jesu Christi der Heiligen der Letzten Tage ins Zweite - und am 7. April 1996 ins Erste Kollegium der Siebzig. Von August 2002 bis zu seiner Berufung als Apostel gehörte er zur Präsidentschaft der Siebziger. Am 2. Oktober 2004 wurde er auf der Generalkonferenz zu einem Mitglied im Kollegium der Zwölf Apostel, dem zweithöchsten Führungsgremium, vorgeschlagen und am 7. Oktober 2004 von Gordon B. Hinckley zum Apostel ordiniert.
Dieter Uchtdorf wurde nach dem Tod des Kirchenpräsidenten Gordon B. Hinckley vom neuen Präsidenten Thomas S. Monson am 3. Februar 2008 als zweiter Ratgeber in die Erste Präsidentschaft berufen. Anschließend erhielt er neben seiner deutschen - auch die amerikanische Staatsbürgerschaft. Sein Sitz im Kollegium der Zwölf Apostel ruhte, während er bis 2. Januar 2018 in der Ersten Präsidentschaft diente.
Uchtdorf wurde am 30. Oktober 2012 mit dem Verdienstkreuz am Bande der Bundesrepublik Deutschland ausgezeichnet. Während einer kurzen Ehrung im Hauptsitz der Kirche Jesu Christi der Heiligen der Letzten Tage in Salt Lake City wurde er für seine herausragenden Dienste im Gemeinwesen sowie als Pilot geehrt.
Am 14. Dezember 1962 heiratete er Harriet Reich im Bern-Tempel. Gemeinsam sind sie die Eltern von zwei Kindern und haben sechs Enkelkinder.